# John S. Wilder
John Shelton Wilder (ur. 3 czerwca 1921, zm. 1 stycznia 2010) – amerykański polityk ze stanu Tennessee, który piastował urząd tamtejszego wicegubernatora (ang. Lieutenant Governor) w latach 1971–2007. Wilder był członkiem Partii Demokratycznej. Był najdłużej urzędującym na jednym stanowisku wysokim urzędnikiem państwowym na jakimkolwiek szczeblu w USA i, najprawdopodobniej, na świecie (za sprawą urzędu wicegubernatora, gdyż istnieją politycy, chociażby w Kongresie, którzy urzędują dłużej, vide: Robert Byrd, Ted Kennedy, Ted Stevens, John Dingell). Wicegubernator był członkiem Kościoła Metodystów.

## Rys biograficzny
- Wilder przyszedł na świat w Fayette County w Tennessee, które w owym czasie było jednym z dwóch hrabstw w tym stanie, gdzie większość stanowiła ludność kolorowa. On i jego rodzina byli znani z dobrych stosunków z Murzynami, którzy pracowali na ich farmie. W owym czasie na całym południu Stanów Zjednoczonych obowiązywała segregacja rasowa i nie przyznawanie Murzynom żadnych praw politycznych, nawet tam, gdzie stanowili większość
- Wilder ukończył studia prawnicze na Memphis State University. Przez pewien czas był prominentnym prawnikiem w stolicy swego rodzinnego hrabstwa Sommerville
- W czasie II wojny światowej służył w US Army
- Był członkiem sądu (Fayette County Quarterly Court) w swoim hrabstwie przez blisko 18 lat
- Po raz pierwszy do stanowego Senatu wybrano go w roku 1958 z listy demokratów. Jest cały czas wybierany od tego czasu ze swego okręgu, obejmującego hrabstwa Chester, Crockett, Fayette, Hardeman, Hardin, Haywood, McNairy i Wayne (zasiada więc od roku 1959).

### Wicegubernator
- Został wybrany na przewodniczącego (speaker) Senatu w styczniu roku 1971. Przewodniczący tego ciała jest pierwszym w linii sukcesji gubernatorskiej i nosi tytuł wicegubernatora. Stanowi też ewenement, gdyż jest funkcją czysto parlamentarną. Każdy wicegubernator stanowy w USA wybierany jest w wyborach gubernatorskich. Ale w Tennessee jest inaczej
- Służył u boku gubernatorów: Winfielda Dunna (1971–1975, republikanin, pierwszy przypadek od czasów Rekonstrukcji, kiedy wicegubernator i gubernator Tennessee byli z dwóch konkurencyjnych partii), Raya Blantona (1975–1979, demokrata), Lamara Alexandra (1979–1987, repulikanin, dzisiejszy Senator), Neda McWhertera (1987–1995, demokrata), Dona Sundquista (1995–2003, republikanin) i Phila Bredesena (od 2003, demokrata)
- Mimo przynależności do demokratów zarzucało mu się czasami sprzyjanie republikanom (o czym świadczyło m.in. popieranie go przez lidera większości w Senacie federalnym, republikanina z Tennessee Billa Frista